# Hita
Hita es un municipio y localidad española de la provincia de Guadalajara, en la comunidad autónoma de Castilla-La Mancha. El término municipal, ubicado en la comarca de La Alcarria, tiene una población de 331 habitantes (INE 2024).

## Historia
A mediados del siglo XIX, el lugar contaba con una población censada de 1,000  habitantes. La localidad aparece descrita en el noveno volumen del Diccionario geográfico-estadístico-histórico de España y sus posesiones de Ultramar de Pascual Madoz de la siguiente manera:

HITA: v. con ayunt. en la prov. de Guadalajara (4.leg,), part. jud. de Brihuega (3), aud. terr. de Madrid (14), c. g. de Castilla la Nueva, dióc. de Toledo (26): sit. en forma de anfiteatro á la falda de un cerro, en cuya cúspide hubo un castillo, ya derruido; goza de buena ventilacion y clima templado, siendo las enfermedades mas frecuentes, fiebres biliosas y disenterias: tiene 244 casas, la de ayunt. que sirve de cárcel; escuela de instruccion primara, concurrida por 80 niños, á cargo de un maestro dotado con 2,200 rs.; otra de ninas á la que asisten 60 discípulas y la maestra percibe 1,900 rs.; hay un convento que fué de frailes Dominicos; dos igl. parr., una dedicada á San Juan Bautista, servida por un cura, cuya plaza es de primer ascenso y de provision en concurso; otra Sta. Maria y San Pedro, servida por otro cura de igual categoria y provision que aquel: en la torre de esta igl. se halla el reloj público, y contiguo al templo un bonito edificio de piedra de sillería que forma un camarín construido á expensas de D. Autonio de Sesma y Gamboa, se halla en su interior bien adornado, con espejos de cuerpo entero y lunas venecianas, mesas de mármol, figuras de Genova, un monumento que figura un templete, dedicado á Isabel la Católica, con dos urnas de mucho valor y mérito, y por último un altar con trasparente al de la Virgen titular, la que por medio de un cilindro vuelve el rostro hacia el Camarin; el cementerio público se halla al O. como á 600 pasos de la pobl., alrededor de la que en algunos puntos, se notan vestigios de antiguos muros. térm.: confina N. Padilla y Copernal; E. Valdearenas y Trijueque; S. Rebollosa y Cañizar, y O. Taragudo y Alarilla; dentro de él se encuentra una fuente de buenas aguas, los desp. de Majanar y Malaque, y el exmonasterio de Benedictinos, titulado de Sopetran: el terreno que participa de llano y honduras, es de buena calidad; comprende un buen monte poblado de carrasca; atraviesa el térm. el r. Vadiel y un arroyo que desagua en aquel, dentro de la jurisd. caminos: los locales y la carretera que conduce de Madrid á Navarra. correo: se recibe y despacha en la estafeta de la v. por balijero de Cogolludo que la toma y deja en la adm. de Guadalajara. prod.: trigo, aceite, vino, legumbres, leñas de combustible y carboneo, y buenos pastos, con los que se mantiene ganado lanar, mular, vacuno y de cerda; hay caza de liebres, perdices y conejos, y en el Vadiel se pescan esquisitas anguilas. ind.: la agrícola, varios de los oficios y artes mecánicas mas indispensables, 4 molinos harineros impulsados por el Vadiel. comercio: esportacion del sobrante de frutos y ganado, é importacion de los art. que fallan; hay dos tiendas de abacería, lienzos, de algodon y quincalla. Ferias y mercados: de las primeras se celebra una el dia 29 de setiembre, cuyo principal tráfico lo constituye el del ganado de cerda: los jueves de cada semana hay mercado, en el que se vende quincalla, verduras y otros articules 
de poca importancia. pobl.: 241 vec., 987 alm. cap. prod.: 3.181,000 rs. imp.: 318,100. contr.: 24,644. presupuesto municipal: 7,800, se cubre con los fondos de propios y arbitrios.
Menciónase Hita entre las pobl. que de poder de los musulmanes se vinieron á la corona de Alfonso VI. Posteriormente jugó también entre las que hicieron la causa de D. Enrique II contra su hermano D. Pedro.
(Madoz, 1847, pp. 213-214)

## Demografía
Hita cuenta con una población de 331 habitantes (INE 2024).
| Gráfica de evolución demográfica de Hita entre 1842 y 2021 |
| |
| Población de derecho según los censos de población del INE Población de hecho según los censos de población del INEEntre el censo de 1981 y el anterior, crece el término del municipio porque incorpora a Padilla de Hita |

## Alcaldes
A continuación se recoge la lista de los alcaldes de Hita desde las elecciones democráticas de 1979:
| Alcalde                   | Inicio del mandato | Fin del mandato | Partido | Partido       |
| Fernando Sanz Fernández   | 1979               | 1983            |         | Independiente |
| Mariano San-Miguel Dorado | 1983               | 1989            |         | PSOE          |
| José Blas de la Cruz      | 1989               | 1991            |         | PSOE          |
| Jaime Sánchez Sánchez     | 1991               | 1995            |         | PP            |
| José Luis Yáñez Simón     | 1995               | 1999            |         | PP            |
| Mª Amparo Ayuso Blas      | 1999               | 2003            |         | PSOE          |
| Alberto Rojo Blas         | 2003               | 2011            |         | PSOE          |
| José Ayuso Blas           | 2011               | 2023            |         | PSOE          |
| Ignacio Ayuso Blas        | 2023               | -               |         | PSOE          |

## Patrimonio

### Iglesia de San Juan Bautista

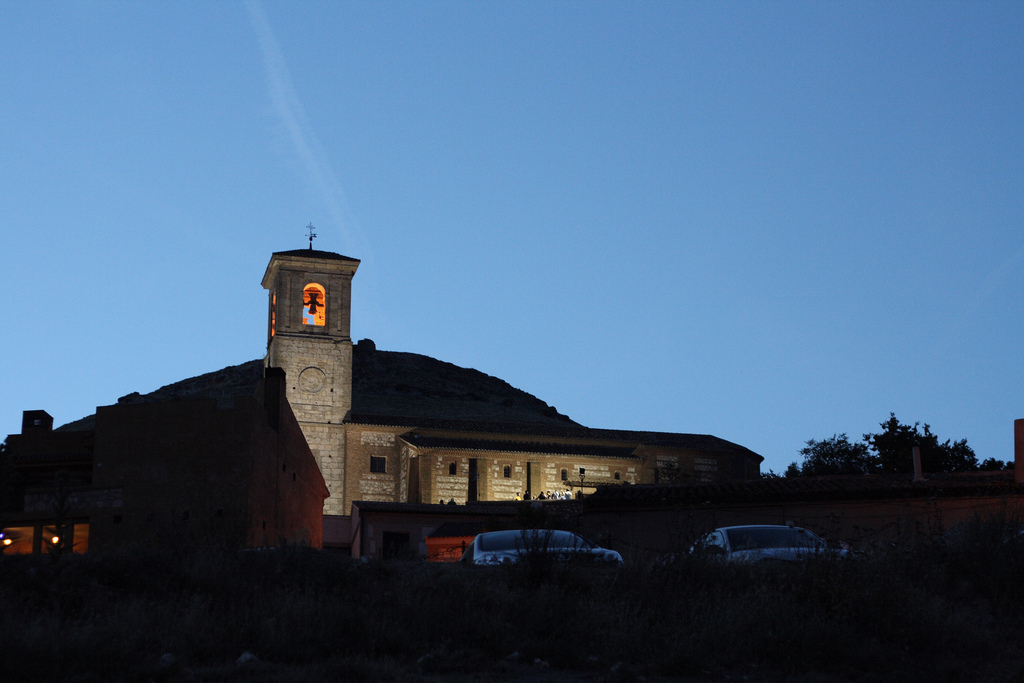
Iglesia de San Juan iluminada

La iglesia de San Juan Bautista se construyó entre los siglos XIII y XIV, de estilo mudéjar, con tres naves y ábside en forma poligonal. La torre es de estilo herreriano, levantada en el siglo XVI.
Tras la Guerra Civil se hundió parte del techo pero quedaron intactos los del altar mayor y del altar de la Virgen de la Cuesta, donde se conservan unos magníficos artesonados en la capilla de la Virgen del siglo XVI, compuesto a base de casetones octogonales.
La iglesia fue arreglada entre 2002 y 2004. Además de las obras de reparación de las cubiertas, se ha transformado el interior dejando al descubierto las paredes originales hechas de piedra y ladrillo. Alberga también una colección de lápidas sepulcrales de los siglos XV y XVI procedentes del arruinado templo de San Pedro.

### Iglesia de San Pedro (en ruinas)

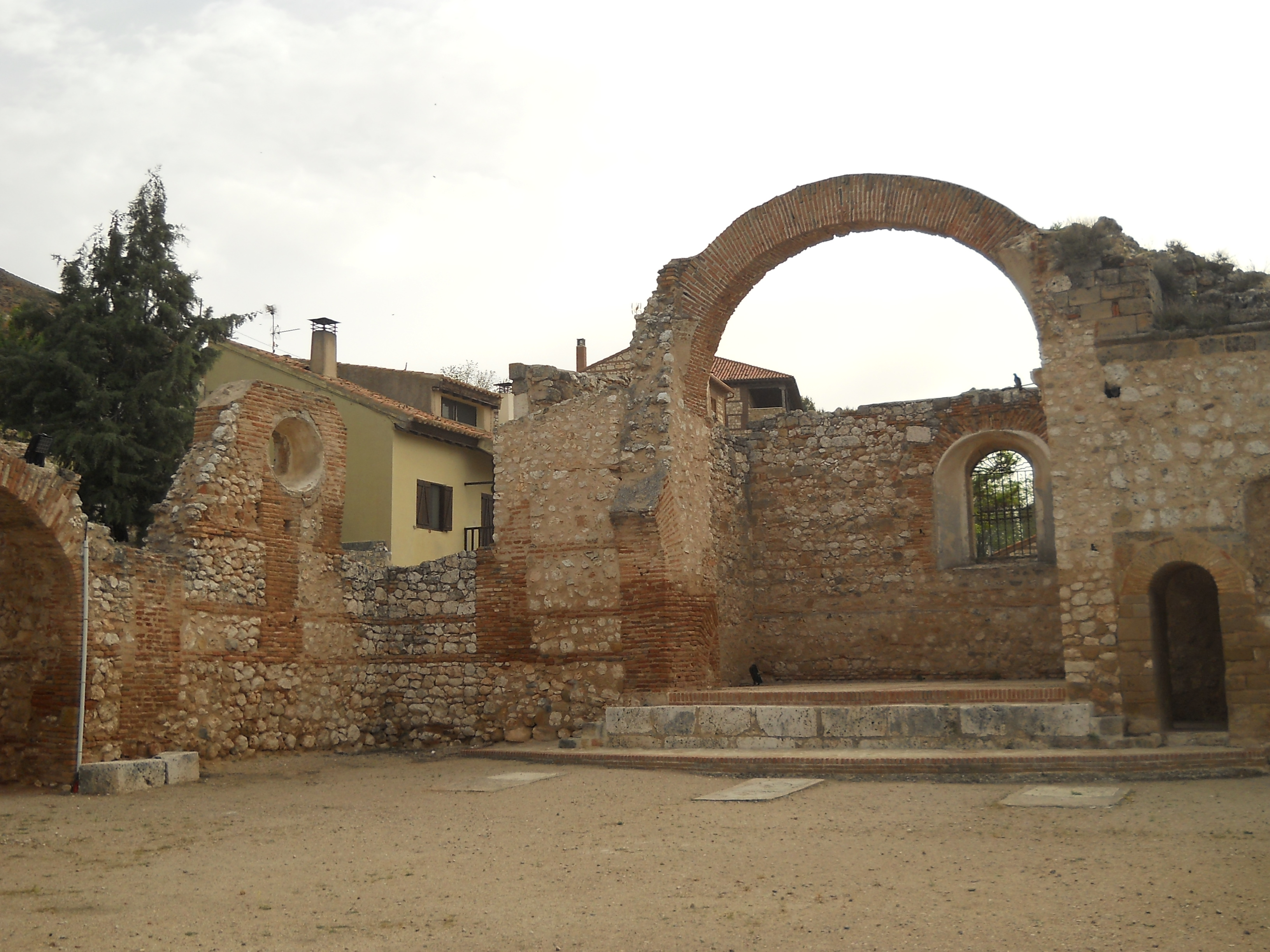
Ruinas de la iglesia de San Pedro

La iglesia de San Pedro, de origen medieval, sufrió importantes transformaciones en siglos posteriores. A lo largo de los siglos XV y XVI los hidalgos de Hita instalaron sus sepulcros en el interior de este templo. En el siglo XVIII se convirtió en sede arciprestal y se construyó el camarín de la Virgen, del que se conserva la fachada a base de sillares de arenisca. Resultó destruida durante la guerra civil española.

### Plaza del Arcipreste
La plaza Mayor o del Arcipreste fue mercado en la Edad Media. La mayoría de sus viviendas pertenecieron a los comerciantes judíos de Hita hasta el año de su expulsión en 1492. La plaza conserva varios elementos singulares, entre los que destaca un soportal de doble crujía y un gran muro con pretil que le separa de la plaza del Ayuntamiento, situada a una cota superior. Desde 1961 sirve de escenario para las representaciones teatrales incluidas en el Festival Medieval de Hita.
Es de destacar, según Manuel Criado del Val, la casa denominada "El Alboroque de Samuel Levy", que fue la residencia y tienda de un comerciante judío de Hita, amigo del tesorero real y expulsado de la villa, junto con sus conciudadanos judíos, en 1492. La casa conserva todo el sabor que dicho insigne comerciante impregnó entre sus muros.

### Puerta de Santa María

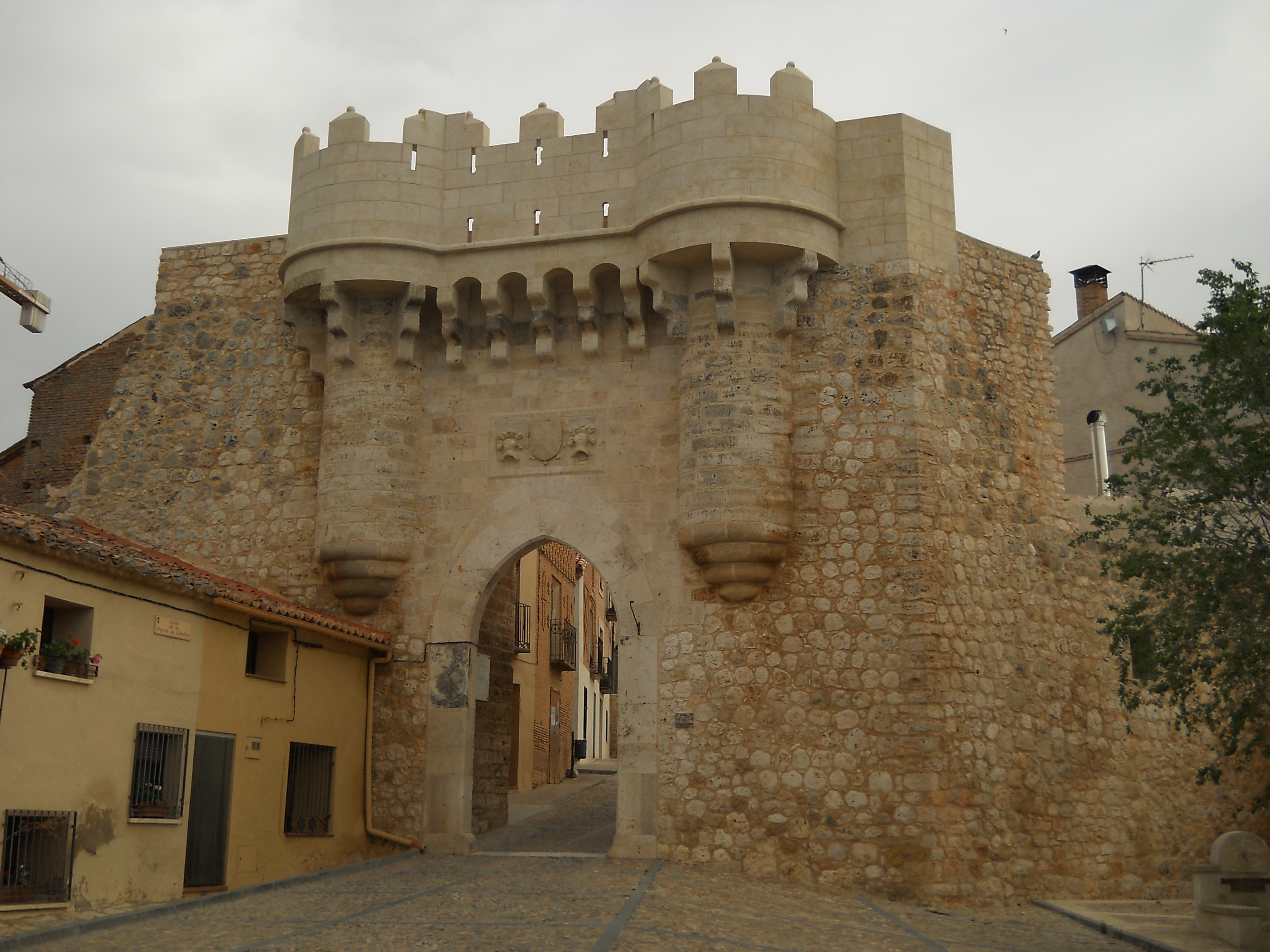
Puerta de Santa María

La puerta de Santa María es la entrada principal de la muralla que mandó construir el primer marqués de Santillana en 1441. Encuadrada dentro de la arquitectura militar gótica, la puerta muestra un espléndido arco apuntado, dos garitones y un matacán corrido con peto almenado, y está presidida por el escudo de armas de los Mendoza, señores de Hita.
Destruida parcialmente durante la guerra civil española (1936-1939), la puerta fue reconstruida en 1965 y restaurada en 2005.

## Fiestas
- Festival Medieval de Hita, el primer sábado del mes de julio.
- Fiesta de los Toros, el fin de semana anterior al último viernes de agosto.
- Fiesta de las Flores, el último fin de semana de mayo.
- Fiesta del Gallo, el fin de semana de carnaval.